# 让-卢·沙莫
让-卢·沙莫（英語：Jean-Lou Chameau，1953年—）是一名法国土木工程师，曾任加州理工学院校长职位，并于2012—2013学年结束C后卸任前职。亦曾担任佐治亚理工学院的教务长。他还是阿卜杜拉国王科技大学的前任校长。